# Maximilian Pflücke
Maximilian Clemens Pflücke (* 26. Mai 1889 in Potsdam; † 19. November 1965 in Potsdam) war ein deutscher Chemiker und Dokumentar. Zwischen 1923 und 1945 sowie zwischen 1946 und 1959 war er Leitender Redakteur oder Herausgeber des Chemischen Zentralblatts.

## Herkunft und Ausbildung
Pfücke war das Kind evangelischer Eltern, Clemens und Susanne Pflücke. Nach der höheren Schule begann er 1907 ein Studium des Bauingenieurwesens und der Nationalökonomie an der TH Berlin-Charlottenburg. 1909 wechselte er an die Universität Berlin, um Naturwissenschaften, speziell Chemie, außerdem Physik, Medizin und Philosophie zu studieren. 1914 promovierte er mit der Dissertation Synthese aromatischer Quecksilberdicarbonsäuren durch Reduktion der Oxymercuricarbonsäureanhydride und einige Doppelsalze der letzteren bei Emil Fischer und Siegmund Gabriel am 1. Chemischen Institut der Universität Berlin.

## Beruflicher und persönlicher Werdegang

### Von 1914 bis 1933
Bereits zu Jahresbeginn 1914 trat Pflücke in die Redaktion des Chemischen Zentralblatts ein. Im Ersten Weltkrieg wurde er allerdings einberufen, zunächst zum Landsturm. Als Militärbeamter im Offiziersrang, Sprengstoffchemiker und Betriebsleiter diente Pflücke zwischen Juli 1916 und Februar 1919. Von 1920 bis 1923 war er verantwortlicher Redakteur der Zeitschrift der deutschen Öl- und Fett-Industrie, Organ der Fachgruppe der Öl- und Fettindustrie des Reichsverbandes der Deutschen Industrie. 1923 avancierte Pflücke zum Herausgeber (mit F. Goldschmidt) und Berater der Redaktion. Gleichzeitig übernahm er die Redaktionsleitung des Chemischen Zentralblattes (gemeinsam mit E. Behrle). 1928 wurde er alleinverantwortlicher Redakteur und Herausgeber des Chemischen Zentralblattes. 1929, als Pflücke den Festvortrag zur Hundertjahrfeier des Chemischen Zentralblattes hielt, wurde ihm die Silberne Hoffmann-Haus-Plakette der Deutschen Chemischen Gesellschaft (DChG) verliehen.

### Von 1933 bis 1945
Zum 1. Mai 1933 trat Pflücke der NSDAP bei (Mitgliedsnummer 2.280.244), wobei wegen Mitgliedschaft in der Freimaurerloge »Teutonia zur Weisheit« die Aufnahme in die Partei erst 1936 gewährt wurde. 1934 wurde Pflücke »Nationalsozialistischer Vertrauensmann« der Fachgruppe für Fettchemie des Vereins Deutscher Chemiker (VDCh). 1935 nahm Pflücke an der »Jubiläumstagung zum 40jährigen Bestehen des Internationalen Instituts für Dokumentation Internationalen Instituts für Dokumentation Internationalen Instituts für Dokumentation/13. Tagung des Internationalen Instituts für Dokumentation (IID) anläßlich seines 40-jährigen Bestehens« in Kopenhagen teil. 1936 arbeitete er maßgeblich mit in der Fachgruppe Geschichte der Chemie des VDCh und richtete gemeinsam mit Erich Pietsch den »Arbeitsausschuss zur Dokumentation chemiehistorischer Dokumente« ein. 1937 war er Mitglied der Regierungsdelegation beim Pariser »Weltkongreß der Dokumentation«. 1938 baute Pflücke eine Dokumentationsstelle für die Reichsstelle/Reichsamt für Wirtschaftsausbau beim Chemischen Zentralblatt auf des Weiteren 1939 Aufbau und Herausgeberschaft der Zeitschrift „Fortschritte der industriellen Chemie“. Im November 1939 wurde die »Firma Chemisches Zentralblatt« zum »Wehrwirtschafts-Betrieb mit Betreuung Heer« erklärt. Ab 1940 gab Pflücke im Auftrag der DChG die Periodica Chimica heraus. Ab 1941 nahm er an den Tagungen des Reichamtes für Wirtschaftsausbau »Teerverwertung«, »Zellstoff«, »Tonerde«, »Fluor«, »Schädlingsbekämpfung« und (zumindest als Mitglied vorgesehen) der Arbeitsgemeinschaft »Leder« teil. Im gleichen Jahr übernahm er die Redaktionsleitung (mit W. Foerst) der Chemischen Berichte des Reichsamtes für Wirtschaftsausbau und wurde Mitgründer und stellvertretender Vorsitzender der Deutschen Gesellschaft für Dokumentation (DGD). Seit 1942 leitete er den »Ausschuss für Beschaffung wissenschaftlicher Literatur des Auslandes« innerhalb der DGD; seit 1943 gab er den „Zentralnachweis für ausländische Literatur“ heraus in Zusammenarbeit mit der DGD, dem Reichsforschungsrat (RFR) und dem Reichssicherheitshauptamt (RSHA). 1943 wurde Pflücke als »Beauftragter für die Organisation der wissenschaftlichen Berichterstattung im Reichsforschungsrat« eingesetzt. 1944 wurde er zum Generalsekretär und Betriebsführer der DChG ernannt. Ab etwa Februar/März war er Beauftragter des »Arbeitsstabs Chemische Forschung und Entwicklung für die chemische Berichterstattung« und Redaktionsleiter der geheimen Reichsberichte für Chemie. Des Weiteren wurde Pietsch in »parteiamtlicher Stellung« als »stellvertretender Gaufachwalter Chemie des Nationalsozialistischen Bund Deutscher Technik« eingesetzt. Im Oktober 1944 wurde er zum »Volkssturms« einberufen, jedoch zurückgestellt. Im März 1945 erhielt er das Kriegsverdienstkreuz 1. Klasse.

### Von 1945 bis 1959/65
Nach Kriegsende verlor Pflücke seine bisherigen Positionen, wurde aber von Mai bis Dezember 1945 durch eine sowjetische Sonderkommission um A. Kargin mit Aufräumungs- und Sicherungsarbeiten betraut. Bereits im Juni/Juli richtete er die Geschäftsstelle der DChG und der Redaktion des Chemischen Zentralblattes im Kaiser-Wilhelm-Institut für physikalische Chemie und Elektrochemie in Berlin wieder ein. Zwischen Oktober 1945 und Juni 1947 wurde Pflücke Sachbearbeiter im Technischen Büro des Ministeriums der chemischen Industrie der UdSSR. Zum 1. Januar 1946 beauftragte das Ministerium der chemischen Industrie der UdSSR Pflücke mit der Wieder-Herausgabe des Chemischen Zentralblattes, das im November 1945 offiziell aufgelöst worden war. Dessen Redaktion wurde in  Ost-Berlin neu gebildet. Dies führte zunächst zur Führung von zwei Zentralblätter für Chemie in Ost und West. Das Ost-Zentralblatt wurde ab 1947 im Akademie-Verlag der Akademie der Wissenschaften zu Berlin herausgegeben unter Redaktionsleitung von Pflücke. Im August 1947 beantragte er den Eintritt in die SED, der abgelehnt wurde. Im Juli 1949 wurde Pflücke an die Humboldt-Universität als o. Prof. für Dokumentation der Naturwissenschaften und Technik berufen. Im Dezember gelang die Wiedervereinigung der beiden chemischen Zentralblätter unter maßgeblicher Mitwirkung von Pflücke, der 1950 zum Herausgeber und Chefredakteur (gemeinsam mit E. Klever) des vereinigten Chemischen Zentralblattes berufen wurde. 1951 wurde Pflücke mit der Verleihung des Nationalpreises III. Klasse der DDR für die „Herausgabe des Chemischen Zentralblattes“ und die „Stärkung der Ost-West-Beziehungen“ geehrt. 1959 wird Pflücke emeritiert und tritt von allen Ämtern zurück. Erhält den Vaterländischen Verdienstorden der DDR in Silber. Pflücke stirbt 1965 mit 77 Jahren.